# Mesnil-Verclives
 Mesnil-Verclives  là một xã thuộc tỉnh Eure trong vùng Normandie miền bắc nước Pháp.